# ميسلون فاخر
ميسلون فاخر هاشم (26 أيلول/سبتمبر 1964) هي كاتبة وروائية عراقيَّة. بدأت كتابة الرواية عام 2018، وهي عضو في رابطة الكتاب السويديين للأدباء.

## حياتها
ميسلون فاخر، من مواليد مدينة الناصرية بمحافظة ذي قار في في 26 أيلول/سبتمبر 1964. عاشت طفولتها وأكملت دراستها الابتدائية في مدينة الناصرية، بعدها انتقلت إلى البصرة وأكملت دراستها الثانوية، ثم انتقلت إلى العاصمة الروسية موسكو حيث درست في مدرستها العربية، ثم عادت إلى الناصرية لإكمال ما تبقى من دراستها في إعدادية الناصرية للبنات. التحقت بالمعهد التقني البصرة في قسم الصناعات الكيميائية وتخرجت فيه عام 1985، هاجرت من العراق عام 1991 إلى السويد واستقرت في العاصمة ستوكهولم. تزوجت من الباحث العراقي علي ناصر كنانة وأنجبت منه ابنها الوحيد زيدون الكناني. تلقت في السويد تعليمًا إضافيًا في العديد من المجالات وعملت في تلك البلاد حتى عام 2002 ثم انتقلت مع عائلتها إلى الدوحة في نفس العام وعملت منتجة أفلام وثائقية في قناة الجزيرة الوثائقية منذ عام 2004 ولا زالت.

## أعمالها الأدبية

### مؤلفات
- رائحة الكافور، رواية، دار سطور للنشر والتوزيع، بغداد، 2018.[3]
- صلصال أمرأتين، رواية، دار سطور للنشر والتوزيع، بغداد، 2019.[4][5]
- الكلب الأسود، رواية، دار سطور للنشر والتوزيع، بغداد، 2021.[6][7]
- زهرة، دار سطور للنشر والتوزيع، بغداد، 2023.[8][9]

### مقالات
- "المنسي في الكولاج" للكاتبة العراقية ضحى حداد لوحات من زمن الحرب. [10]
- الفنانة التشكيلية العراقية شذى عبو: في مختبر اللحظة البصرية تمزج بين الفن والفكر والفلسفة.[11]
- المخرجة العراقية إيمان خضر في "عاملات الطابوق" وجوه من رخام ممهورة بالخيبة تهزأ من الزمن.[12]
- حتى يتيح للمتلقي أن يكون ناقدا وشاهدا فيلم "الغياب" وثائقي ينقل الواقع من دون تدخل.[13]
- سينما القاع في كفرناحوم.[14]

## وصلات ذات صلة
- ميسلون هادي
- دنى غالي
- لطفية الدليمي